# أناتولي ماليخين
أناتولي ماليخين (بالروسية: Анатолий Сергеевич Малыхин؛ مواليد 11 يناير 1988) هو مُقاتل فنون قتالية مختلطة روسي. وقع ماليخين مع بطولة ون حيث هو بطل العالم الحالي لوزن خفيف الثقيل وبطل العالم للوزن المتوسط. وهو أول مقاتل في التاريخ يفوز ببطولات فنون القتال المختلطة الكبرى في ثلاث فئات للوزن وأول من يحملها في وقت واحد. ماليخين، وهو مُنافس محترف منذ عام 2016، نافس أيضًا في ليالي القتال العالمية. اعتبارًا من 17 مارس 2024، تم تصنيفه في المرتبة 14 في وزن خفيف الثقيل في العالم من قبل فايت ماتريكس.
ماليخين هو أستاذ رياضي في المصارعة الحرة، وفاز بالميدالية البرُنزية في بطولة روسيا 2013. كما فاز بالميدالية الذهبية في مصارعة الإخضاع في بطولة أوروبا يو دبليو دبليو 2016 وهو بطل العالم 2017 دبليو إم إم إيه إيه في فنون القتال المختلطة للهواة.

## الخلفية
وُلِد ماليخين في 11 يناير 1988 في كيميروفو، مقاطعة كيمروفسكايا، الاتحاد السوفيتي (الاتحاد الروسي حاليًا). بدأ المصارعة في الصف الخامس وفاز بالعديد من بطولات الشباب. في عام 2013، فاز بالميدالية الذهبية في كأس رئيس جمهورية بورييا في المصارعة الحرة واحتل المركز الثالث في البطولة الوطنية الروسية للوزن الثقيل. تم استبعاد ماليخين لاحقًا لمدة عامين لأنه لم يظهر لفحص المنشطات، والذي يدعي أنه كان بسبب سوء فهم. في عام 2016، نافس ماليخين في مصارعة الإخضاع، وفاز في بطولات منطقة كيميروفو والمنطقة الفدرالية السيبيرية للتأهل لبطولات عموم روسيا. كان ماليخين وصيفًا في بطولات عموم روسيا، مؤهلًا لبطولات يو دبليو دبليو الأوروبية. في بطولة أوروبا للمصارعة في يوليو، فاز ماليخين بالميدالية الذهبية في فئة 100 كغ+.

## مسيرته في فنون القتال المختلطة

### بدايته
وفقًا لماليخين، لم تكن هناك آفاق لمصارعين في مسقط رأسه كيميروفو، على الرغم من حقيقة أن المدينة بها العديد من المدربين والرياضيين الجيدين. تمت دعوة ماليخين مرارًا وتكرارًا إلى موسكو، حيث التقى بالمدرب فلاديمير أوسي، الذي أصبح معلمه.
خاض ماليخين أول نزال احترافي له في فنون القتال المختلطة في سبتمبر 2016، حيث هزم إيليا جونينكو في الجولة الأولى. ثم تنافس مرة أخرى بعد ثلاثة أشهر ضد مراد كاليميتوف في قتال على حدود الفولجا 2016، وفاز بالمباراة بالإخضاع.

#### بطولة العالم للهواة
في مايو 2017، تنافس ماليخين في بطولة روسيا في لفنون القتال المختلطة للهواة، وهزم الداغستاني سليمجيري رسولوف. في أكتوبر 2017، تنافس ماليخين في بطولة العالم للهواة دبليو إم إم إيه إيه في آستانا، كازاخستان. قاتل في فئة الوزن الثقيل (أكثر من 93 كغ / 205 رطل)، وهزم المقاتل الإسباني أوزوالدو جيل والمقاتل اليوناني أثاناسيوس باركاس للتأهل إلى النهائي، حيث هزم المقاتل الأوزبكي أزامات باهودورزودا بالضربة الفنية القاضية ليصبح بطل العالم.

#### العودة للمنافسة الاحترافية
عاد ماليخين إلى فنون القتال المختلطة الاحترافية في 3 نوفمبر 2017، ضد رضا ترابي. وقد نجح في استخدام الضربات الأرضية والضربات القوية للفوز بالضربة الفنية القاضية.

### بطولة ون
خاض ماليخين أول نزال في بطولة ون له ضد ألكسندر ماتشادو في 26 فبراير 2021، وتم بثها في 5 مارس 2021، في حدث ون: قضبات الغضب 2. فاز بالقتال عن طريق الضربة الفنية القاضية (بالخضوع للكمات) في الجولة الأولى، بعد أن تمكن من تثبيت ماتشادو في صلب والمضي قدمًا في توصيل المرفقين، مما أجبر ماتشادو على الاستسلام.
واجه ماليخين أمير علي أكبري في 24 سبتمبر 2021، في حدث ون: ثورة. وفاز بالقتال بالضربة القاضية في الجولة الأولى.

#### بطل ثلاثي
واجه ماليخين رينير دي ريدر في نزال العودة، هذه المرة على لقب بطولة ون للوزن المتوسط  في 1 مارس 2024، في حدث ون 166. فاز ماليخين باللقب بالضربة الفنية القاضية في الجولة الثالثة بعد أن لم ينهض دي ريدر، ليصبح أول بطل لثلاثة فئات في تاريخ فنون القتال المختلطة وكذلك أول من يحمل ثلاث بطولات في وقت واحد. كما حصل على مكافأة أداء الليلة بقيمة 50،000 دولار.
في أول دفاع له عن لقب لقب الوزن الثقيل، واجه ماليخين عمر كين في 9 نوفمبر 2024، في حدث ون 169. خسر اللقب بقرار القضاة بالانقسام.

## حياته الشخصية
ماليخين وزوجته أنيتا لديهما ابن ولد في عام 2020.

## البطولات والإنجازات

### المصارعة الحرة
- الاتحاد الروسي للمصارعة
  - بطولة روسيا 2013 -  المركز الثالث، 120 كغ[24]
  - 2013 كأس رئيس جمهورية بورياتيا -  المركز الأول، 120 كغ[24]

### فنون القتال المختلطة (هواة)
- رابطة الفنون القتالية المختلطة العالمية (دبليو إم إم إيه إيه)
  - بطولة العالم 2017 -  المركز الأول، الوزن الثقيل (أكثر من 93 كغ / 205 رطل)[3][11]

### فنون القتال المختلطة (الاحترافي)
- بطولة ون
  - بطولة ون العالمية لوزن خفيف الثقيل (مرة واحدة؛ الحالي)
  - بطولة ون العالمية للوزن المتوسط (مرة واحدة؛ الحالي)
  - بطولة ون العالمية للوزن الثقيل (مرة واحدة)
  - بطولة ون العالمية للوزن الثقيل المؤقت (مرة واحدة)
  - أداء الليلة (أربع مرات) ضد كيريل جريشينكو، رينير دي ريدر (مرتين)، أرجان بهولار[25]
  - أفضل رياضي في الفنون القتالية المختلطة لعام 2022[26]
  - البطل المزدوج الخامس في تاريخ ون
  - أول بطل لثلاثة فئات في تاريخ فنون القتال المختلطة[25][27][28]
    - أول بطل ثلاثي في نفس الوقت في تاريخ فنون القتال المختلطة

  - أعلى معدل إنهاء بين أبطال ون (100%)
  - أكثر البطولات فوزا (4)
  - أطول سلسلة إنهاء نشطة (6)

### مصارعة إخضاع
- الاتحاد الروسي للمصارعة
  - بطولة روسيا 2016 -  المركز الثاني، +100 كغ[7][7]
- المصارعة العالمية المتحدة
  - بطولة أوروبا 2016 -  المركز الأول، +100 كغ[6][29]

## سجل فنون القتال المختلطة
| السجل المهني |        |         |
| 15 نزال      | 14 فوز | 1 خسارة |
| ضربة قاضية   | 10     | 0       |
| إخضاع        | 4      | 0       |
| قرار القضاة  | 0      | 1       |

| النتيجة | السجل | الخصم             | الطريقة                       | الحدث                                       | التاريخ        | الجولة | الوقت | المكان           | الملاحظات                                                                                               |
| ------- | ----- | ----------------- | ----------------------------- | ------------------------------------------- | -------------- | ------ | ----- | ---------------- | --- |
| خسر     | 14–1  | عمر كين           | قرار القضاة (بالانقسام)       | ون 169                                      | 9 نوفمبر 2024  | 5      | 5:00  | بوكيت، تايلاند   | خسر لقب بطولة ون للوزن الثقيل.                                                                          |
| فاز     | 14–0  | رينير دي ريدر     | ضربة فنية قاضية (بالانسحاب)   | ون 166                                      | 1 مارس 2024    | 3      | 1:16  | لوسيل، قطر       | الظهور الأول في الوزن المتوسط (205 رطل). فاز بلقب بطولة ون للوزن المتوسط (205 رطل). أداء الليلة.        |
| فاز     | 13–0  | أرجان بهولار      | ضربة فنية قاضية (باللكمات)    | ون نزالات الجمعة 22                         | 23 يونيو 2023  | 3      | 2:42  | بانكوك، تايلاند  | فاز ووحّد لقب بطولة ون للوزن الثقيل. أداء الليلة.                                                        |
| فاز     | 12–0  | رينير دي ريدر     | ضربة قاضية (باللكمات)         | ون على برايم فيديو 5                        | 3 ديسمبر 2022  | 1      | 4:35  | باساي، الفلبين   | الظهور الأول في وزن خفيف الثقيل (225 رطلاً). فاز بلقب بطولة ون لوزن خفيف الثقيل (225 رطلاً). أداء الليلة. |
| فاز     | 11–0  | كيريل جريشينكو    | ضربة قاضية (بلكمة)            | ون: دم فاسد                                 | 11 فبراير 2022 | 2      | 3:42  | كالانغ، سنغافورة | فاز بلقب بطولة ون للوزن الثقيل المؤقت. أداء الليلة.                                                     |
| فاز     | 10–0  | أمير علي أكبري    | ضربة قاضية (باللكمات)         | ون: ثورة                                    | 24 سبتمبر 2021 | 1      | 2:57  | كالانغ، سنغافورة | |
| فاز     | 9–0   | ألكسندر ماتشادو   | ضربة فنية قاضية (خضوع للكمات) | ون: قبضات الغضب 2                           | 5 مارس 2021    | 1      | 3:28  | كالانغ، سنغافورة | |
| فاز     | 8–0   | لوكاس السينا      | ضربة فنية قاضية (باللكمات)    | بطولة الفريق الذهبي 7                       | 30 أكتوبر 2019 | 1      | 3:34  | موسكو، روسيا     | |
| فاز     | 7–0   | أليكسي كودين      | ضربة فنية قاضية (باللكمات)    | ليالي القتال العالمية 93: كأس ميتيشي        | 25 أبريل 2019  | 2      | 3:32  | مايتشي، روسيا    | |
| فاز     | 6–0   | جيك هيون          | إخضاع (قفل المفتاح)           | بطولة سيبيريا المطلقة 1                     | 4 مارس 2019    | 1      | 1:45  | كيميروفو، روسيا  | |
| فاز     | 5–0   | ماغوميدباغ أجاييف | إخضاع (قفل المفتاح)           | ليالي القتال العالمية 91                    | 27 ديسمبر 2018 | 1      | 1:22  | موسكو، روسيا     | |
| فاز     | 4–0   | ميخال ولازلو      | إخضاع (خنق خلفي عاري)         | بطولة الفريق الذهبي 3                       | 10 مارس 2018   | 1      | 3:35  | ليوبارتسي، روسيا | |
| فاز     | 3–0   | رضا ترابي         | ضربة فنية قاضية (باللكمات)    | بطولة الفريق الذهبي 1                       | 3 نوفمبر 2017  | 1      | 2:26  | موسكو، روسيا     | |
| فاز     | 2–0   | مراد كاليميتوف    | إخضاع (خنق مثلث الذراع)       | معركة على حدود الفولجا 2016                 | 17 ديسمبر 2016 | 1      | 3:10  | بالاكوفو، روسيا  | |
| فاز     | 1–0   | إيليا جونينكو     | ضربة فنية قاضية (باللكمات)    | إس كيه برو: ربع نهائي جراند بريكس إم إم إيه | 17 سبتمبر 2016 | 1      | 2:21  | تومسك، روسيا     | |

| سجل الهواة |       |       |
| 4 نزال     | 4 فاز | 0 خسر |
| ضربة قاضية | 2     | 0     |
| إخضاع      | 2     | 0     |

| النتيجة | السجل | الخصم            | الطريقة                    | الحدث                                                                 | التاريخ       | الجولة | الوقت | المكان                      | الملاحظات                                                  |
| ------- | ----- | ---------------- | -------------------------- | --------------------------------------------------------------------- | ------------- | ------ | ----- | --------------------------- | ---------------------------------------------------------- |
| فاز     | 4–0   | أزمات بهادورزودا | ضربة فنية قاضية (باللكمات) | دبليو إم إم إيه إيه - بطولة العالم الخامسة لفنون القتال المختلطة 2017 | 7 أكتوبر 2017 | 1      | 2:11  | آستانا، كازاخستان           | فاز ببطولة العالم دبليو إم إم إيه إيه للوزن الثقيل 2017.   |
| فاز     | 3–0   | أثناسيوس باركاس  | إخضاع (خنق خلفي عاري)      | دبليو إم إم إيه إيه - بطولة العالم الخامسة لفنون القتال المختلطة 2017 | 6 أكتوبر 2017 | 2      | 1:03  | آستانا، كازاخستان           | اختيار بطولة العالم دبليو إم إم إيه إيه للوزن الثقيل 2017. |
| فاز     | 2–0   | أوزوالدو جيل     | إخضاع (خنق المقصلة)        | دبليو إم إم إيه إيه - بطولة العالم الخامسة لفنون القتال المختلطة 2017 | 6 أكتوبر 2017 | 1      | 0:35  | آستانا، كازاخستان           | اختيار بطولة العالم دبليو إم إم إيه إيه للوزن الثقيل 2017. |
| فاز     | 1–0   | سليمجيري رسولوف  | ضربة فنية قاضية            | اتحاد الفنون القتالية المختلطة الروسي - نهائي البطولة                 | 11 مايو 2017  | 2      | 4:50  | روستوف على نهر الدون، روسيا |                                                            |

## وصلات خارجية
- أناتولي ماليخين على موقع شيردوغ (الإنجليزية)
- أناتولي ماليخين على موقع Tapology.com (الإنجليزية)
- أناتولي ماليخين على موقع فايت ماتريكس (الإنجليزية)